# Catherine Sedley
Catherine Sedley, hrabina Dorchester i Portmore (ur. 21 grudnia 1657, zm. 26 października 1717) – angielska szlachcianka, kochanka Jakuba II, króla Anglii, Szkocji i Irlandii, zarówno kiedy był jeszcze księciem Yorku, jak i kiedy został królem. Catherine była znana nie ze swojej urody, ale z nadzwyczaj ostrego języka.

## Pochodzenie, rodzina i wczesne lata
Catherine była jedynym dzieckiem Charlesa Sedleya, piątego barona Sedley i Catherine Savage, córki Johna Savage, drugiego hrabiego Rivers. Jej dzieciństwo znajdowało się w cieniu jej szalonej matki, która woziła ją ze sobą po całym kraju, podczas gdy ojciec działał na rzecz restauracji monarchii. Inni krewni nie zajmowali się losem Catherine. Dopiero kiedy skończyła czternaście lat, jej matka została zamknięta w szpitalu psychiatrycznym w Gandawie. Jej ojciec ożenił się z Anne Ayscough i zamieszkał z drugą żoną oraz córką w nowym londyńskim domu.

## Królewska kochanka

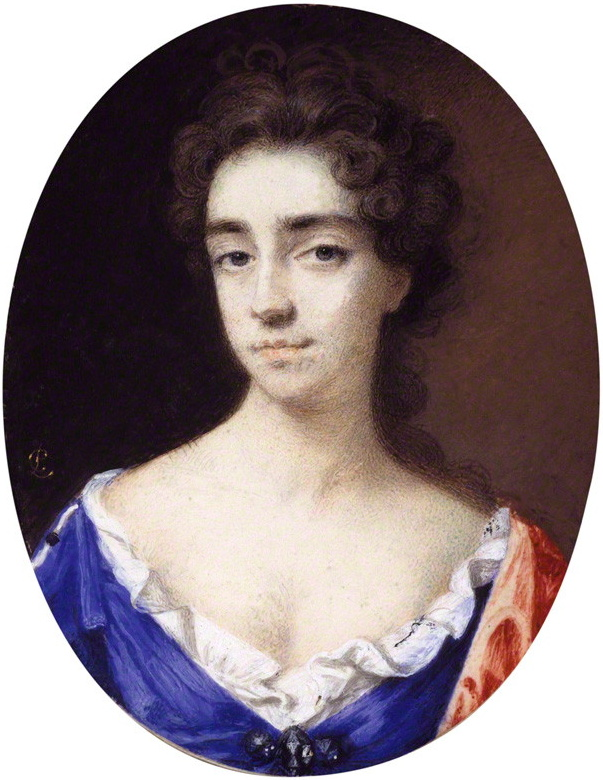

Catherine została damą dworu nowo poślubionej żony księcia Yorku, Marii Modeńskiej. Dzięki temu udało jej się poznać Jakuba, który szybko się w niej zakochał. Zdziwiona wyborem księcia powiedziała: Przyczyną tego nie mogła być moja uroda, gdyż takowej nie posiadam. Nie spowodowała też tego moja inteligencja, gdyż on ma jej za mało, by dostrzec ją we mnie. W rzeczy samej Jakub często wybierał na swoje kochanki kobiety powszechnie uważane za nieładne, jeśli już niebrzydkie. Jego brat, król Karol II zażartował kiedyś, że kochanki przydzielali mu w ramach pokuty spowiednicy.
Wkrótce po wstąpieniu na tron Jakuba II zaczęto wywierać  na nim presję, aby usunął ze swego łóżka i dworu Catherine Sedley. Namawiali go do tego królowa — jego żona, spowiednik ojciec Bonawentura Giffard, Robert Spencer, hrabia Sunderland i kilku członków Rady. Jakub II zdecydował się pójść za ich radą, jednak Catherine nie chciała ustąpić, zanim nie zostanie odpowiednio wynagrodzona za swoje usługi przez Jakuba. Król przez kilka dni zastanawiał się nad tym co powinien jej dać i ostatecznie postanowił nadać jej tytuł hrabiny Dorchester, wspaniały dom w samym centrum Londynu o wartości dziesięciu tysięcy funtów i wypłacaną z prywatnego skarbca króla roczną rentę w wysokości czterech tysięcy funtów. Król zasugerował Catherine, że na kilka lat powinna przenieść się do Irlandii, gdzie znajdowały się jej dobra.
W 1696 roku Catherine poślubiła jednego z dowódców wojskowych Wilhelma III baroneta Davida Colyeara, który został mianowany hrabią Portmore w 1703 roku przez króla. Ich synem był słynny dowódca Charles Colyear, następny hrabia Portmore. Po chwalebnej rewolucji Wilhelm III potwierdził jej prawo do wyznaczonej przez poprzednika rocznej renty, jednak jego żona Maria II zakazała Catherine wstępu na dwór, gdyż cudzołożyła z jej ojcem. Kiedy mimo królewskiego zakazu hrabina pojawiła się na królewskim dworze i Maria zimno ją powitała. Katarzyna odpowiedziała jej dowcipnie: Skąd taka duma, pani? Jeśli bowiem ja złamałam jedno przykazanie z waszym ojcem, a ty złamałaś drugie przybywając tutaj i pozbawiając go korony.
W początkowych latach rządów króla Jerzego I na jego dworze Catherine Sedley spotkała się kiedyś z dwiema innymi królewskimi kochankami: księżną Portsmouth i hrabiną Orkney, na których widok z charakterystycznym dla siebie ironicznym dowcipem miała wykrzyknąć: Na Boga! Kto by pomyślał, że spotkają się tu trzy stare ladacznice! W czasie koronacji Jerzego I w 1714 roku kiedy arcybiskup Canterbury Thomas Tenison, zgodnie z wielowiekową tradycją zapytał zgromadzonych w katedrze, czy zgadzają się na koronację króla i czy uznają jego prawa do korony, Catherine patrząc na niemal setkę hanowerskich żołnierzy, zapytała uszczypliwie: Czy ten stary dureń naprawdę myśli, że ktokolwiek powie 'nie'?.
Zmarła w Bath 26 października 1717 roku w wieku sześćdziesięciu lat.

## Potomstwo
Ze związku z Jakubem, późniejszym królem Anglii, Szkocji i Irlandii (1633–1701) miała jedną córkę:
- Catherine Darnley (ur. 1681  – zm. 1743), żonę Jamesa Annesleya (1670–1702), hrabiego Anglesey i Johna Sheffielda (1648–1721), księcia Buckingham i Normanby.

Ze związku z Davidem Colyearem (1656–1730), hrabią Portmore miała dwóch synów:
- Davida Colyeara (ur. 1698  – zm. 1729), wicehrabiego Milsington;
- Charlesa Colyeara (ur. 27 sierpnia 1700 – zm. 5 lipca 1785), hrabiego Portmore, męża Juliany Hele.